# История на Кралството на двете Сицилии
Историята на Кралството на двете Сицилии обхваща историята на старата италианска държава и абсолютна монархия, която управлява Южна Италия и Сицилия между 1816 и 1861 г., т.е. от Реставрацията на Бурбоните до Обединението на Италия.

## Генезис
Кралство Сицилия, родено през 1130 г., започва да се нарича Кралство Сицилия отвъд Фара (или отвъдно) и Кралство Сицилия от тази страна на Фара (или отсамно), във връзка с Месинския фар и следователно с Месинския пролив. През 1268 г. Шарл I Анжуйски е коронясан за rex Siciliae („крал на Сицилия“) от папа Климент IV. Веднага след като се възкачва на престола, той премества столицата в Неапол и започва сурова потисническа политика срещу сицилианците, която достига кулминацията си през 1282 г. в Революцията на Сицилианската вечерня и в последващо отделяне от континента на Сицилия (което ще приеме името Кралство на Отвъдна Сицилия). Сицилианският парламент предлага короната на острова на Педро I Сицилиански – законен наследник на крал Манфред, считайки Шарл I Анжуйски за узурпатор. Това е началото на първата фаза от Войната на вечернята, която има примирие с Мира от Калтабелота през август 1302 г. и постановява разделянето на две независими и отделни държави. Според споразуменията след смъртта на сицилианския крал  Федерико III островът би трябвало да се върне на Анжуйците, което в действителност никога не се осъществява.
Първото официално споменаване на топонима „Две Сицилии“ е през 1442 г., когато Алфонсо V Арагонски поема титлата, без обаче да обедини Кралство Сицилия и Кралство Неапол, които остават отделни кралства. Следователно короната на Rex Utriusque Siciliae („крал на двете Сицилии“) представлява личната уния на двете едноименни кралства, понякога разграничавани като "citra pharum" – „отсам Фара“ (на Неапол) и "ultra pharum" – „отвъд Фара“ (на същинска Сицилия). След кратката скоба на Алфонсо двете кралства отново стават напълно отделни, едното със столица Неапол, а другото със столица Палермо.

### XVIII век
През 1734 г. Карлос III де Бурбон – син на краля на Испания Филип V и на Изабела Фарнезе, успешно завършва военното завладяване на Кралство Неапол и Кралство Сицилия, влизайки в Неапол на 10 май. На 25 май той побеждава австрийците при Битонто и на 2 януари 1735 г. приема титлата „крал на Неапол, без конкретна номерация“. След това завършва завладяването на Сицилия и през юли 1735 г. е коронясан за крал на Сицилия в Палермо.
Следователно той поддържа разделението между двете кралства: в Неапол той царува с абсолютен суверенитет като просветен деспот, в Сицилия като парламентарен монарх и поддържа и свиква сицилианския парламент. Столиците остават две, но той запазва двора в Неапол.
Карлос III няма ефективна автономия от Испания до Виенския мир през 1738 г., който слага край на Войната за полското наследство. Съгласно предвидените споразумения Австрия му отстъпва Държавата на Президиите, Кралство Неапол, както и Кралство Сицилия, които е разменила със Сардиния през 1720 г. след Хагския мир.
През 1759 г., след напускането на Карлос III, станал крал на Испания, неговият син Фердинанд се възкачва на престола едва на 8-годишна възраст. Основните представители на Регентския съвет са Доменико Катанео Дела Волта, принц на Сан Никандро, и маркиз Бернардо Танучи. По време на регентството, както и през следващия период, главно Танучи е този, който държи юздите на двете кралства и продължава реформите, започнати през Епохата на Карлос III.

### Наполеонов период
Французите вече са навлезли в Италия през 1796 г. с Наполеон Бонапарт, който лесно успява да преодолее австрийските армии и слабите местни правителства. На 22 декември 1798 кралят напуска Кралство Неапол, за да намери убежище в Палермо (където остава до 1802 г.), оставяйки Неапол практически беззащитен.
На 22 януари 1799 г. (за някои 21), докато лацароните все още се бият, неаполитанските якобинци провъзгласяват републиката. Неаполитанската република няма дълъг живот, поразена от европейската реакция и неспособна да гарантира присъединяването на народните класи и провинциите, които не са окупирани от френската армия.
Французите нанасят много тежък удар на неаполитанското културно наследство. През 1799 г., с пристигането им в Неапол и с краткото създаване на Неаполитанската република, щетите са огромни. Страхувайки се от най-лошото, предходната година Фердинандо вече е прехвърлил четиринадесет шедьовъра в Палермо. Френските войници ограбват множество произведения: от 1783-те картини, които са част от колекцията, от които 329 от Колекция „Фарнезе“, а останалите са съставени от придобивания на Бурбоните, 30 са предназначени за републиката, докато други 300 са продадени, особено на Рим. Няколко произведения на изкуството стигат до Франция благодарение на наполеоновите грабежи в Музея „Наполеон“, който днес е Лувъра. Според каталога, публикуван в Bulletin de la Société de l'art français от 1936 г., нито едно от произведенията на изкуството не се връща в Италия, като например:
- Преклонението на пастирите от Хосе де Рибера, сега в Лувъра в Париж
- Светото семейство от Бартоломео Скедони, по-рано съхранявано в църквата на Каподимонте, отива в Лувъра през 1802 г., където се намира и днес
- Богородица с Младенеца от Чимабуе, съхранявана преди това в галериите на Каподимонте, е в Лувъра до 1802 г., а след това в музея на Лил през 1872 г., където остава оттогава
- Свети Лука, който рисува Богородица от Лука Джордано, първоначално в Лувъра, след това в Музея на изящните изкуства в Лион
- Софонизба взима отрова от Матия Прети, сега в Музея на изящните изкуства в Лион
- Посещението от Лоренцо Сабатини, сега в Монпелие
- Венера и Адонис от Доменико Антонио Вакаро, сега в музея на Екс ан Прованс.

След победата при Аустерлиц на 2 декември 1805 г. Наполеон отново окупира Кралство Неапол с войските си през 1806 г., обявявайки династията на Бурбоните за разпусната и правейки брат си Жозеф Бонапарт крал на Неапол. Жозеф Бонапарт, предопределен да управлява Испания през 1808 г. (по случайност на мястото на брата на Фердинанд, Карл IV), е наследен от Жоашен Мюра. Мюра царува до май 1815 г., като си връща титлата „крал на двете Сицилии“, отменя административната власт на Кралство Сицилия, която не е успял да завладее, и централизира властта в една държава със столица Неапол.

### Фердинанд I и Реставрацията
Фердинанд, който намира убежище в Палермо за втори път през 1806 г. поради френското нашествие, открива атмосфера, която е всичко друго, но не и празнична, тъй като сицилианският народ не иска да се подчини на неговото господство. През 1810 г. кралят свиква сицилианския парламент, като лично моли за адекватна помощ за защита на кралството, заплашено от французите, но бунтът избухва на острова. На 12 юли 1812 г. кралят обнародва Сицилианската конституция, докато синът му Франциск(Франческо) е назначен за регент и е установено ново правителство със сицилианските аристократи. Едва през 1815 г. те успяват да се върнат в Неапол.
Второто завръщане на Фердинанд I в Неапол не се характеризира с репресии. Суверенът поддържа повечето от реформите, извършени от французите (но разводът е премахнат), включително правилата на Наполеоновия кодекс, приет през френското десетилетие, който е преименуван на „Кодекс за Кралството на двете Сицилии“. Единственото значително прекъсване на Наполеоновия период се случва в отношенията с Църквата, която се завръща, за да заеме водеща роля в гражданския живот на кралството. Този процес на „сливане“ е управляван от министър-председателя Луиджи де Медичи да Отаяно, назначен през юни 1816 г., който има за цел да обедини политическия и бюрократичен персонал от епохата на Мюра с този на Бурбоните в една класа, искайки да спечели Мюра за каузата на възстановената монархия.

## Раждането на Кралството на двете Сицилии
Политиката на реформаторски абсолютизъм, провеждана от неаполитанското правителство на Медичите, също води до ефективно обединяване на неаполитанските провинции със сицилианските. След Виенския конгрес и Договора от Казаланца (20 май 1815 г.), на 8 декември 1816 г. Фердинанд обединява отново кралствата Неапол и Сицилия в една държава с името Кралство на Двете Сицилии, като изоставя името „Фердинанд IV Неаполитански“ и „Фердинанд III  Сицилиански“ и приема това на „Фердинанд I на двете Сицилии“. Този акт също има за последица ефективното лишаване на Сицилия от конституцията, провъзгласена от самия Фердинанд през 1812 г., която наред с други неща изрично задължава краля на Сицилия, в случай на повторно придобиване на Кралство Неапол, да се откаже от едно от двете кралства.
До Виенския конгрес Кралство Сицилия, представлявано от Сицилианския парламент, запазва своята формална независимост въпреки личната уния (т.е. един крал за две кралства) с Кралство Неапол. Актът на обединението се разглежда от сицилианската политическа и благородническа класа като оскърбление към това, което непрекъснато и в продължение на около 600 години е било независимо кралство във всички отношения. Антибурбонската кампания започва почти веднага, придружена от пропаганда на сицилианската идентичност, особено чрез действията на аристократичните елити на Палермо. Столицата на новото кралство също е преместена в Неапол, докато принц Франциск става генерален наместник на Сицилия. Като привилегии за сицилианците се запазват безмитното пристанище в Месина, изключването от военна повинност, неприлагането на данъци върху солта и свободното отглеждане на тютюн. В правителството през 1820 г. е създадено Министерство по сицилианските въпроси.
Реставрацията, въпреки че е провеждана с реформистки и с противоположен подход в сравнение с 1799 г., в крайна сметка не успява да преодолее пропастта между монархията на Бурбоните и по-напредналите класи, която се отваря през 1799 г., a в крайна сметка я разширява и до сицилианската управляваща класа. Тази ситуация допринася за създаването на благоприятна почва за разпространението на тайни общества, които набират последователи от големи части от буржоазията на кралството. Сред най-важните тайни общества на времето е Карбонерия-та, чиито последователи са обединени от общото желание за обновление, което се изразява главно в искането за конституция. Също така близо до Карбонерия са Мюрати-те, които с помирителната политика на Медичи да Отаяно са заели отново много позиции в държавната администрация и въоръжените сили.

### Бунтовете от 1820 г.
В Сицилия нарастващото недоволство от неаполитанските власти (заедно с неотдавнашната конституционна промяна) предизвиква избухването на народен бунт на 15 юни 1820 г., докато Франциск Бурбон – генерален наместник на Сицилия, е принуден да напусне Сицилия на 27 юни за Неапол.
И в неаполитанската област това нарастващо искане за обновление води в нощта между 1 и 2 юли 1820 г. до произнасянето в Нола на група кавалерийски войници, водени от вторите лейтенанти Микеле Морели и Джузепе Силвати. Инициативата на революционното движение в неаполитанската област е поета след успеха на испанския конституционен бунт от януари 1820 г. Превратът в Кралството на двете Сицилии е извършен с помощта на Карбонерията и висши офицери от въоръжените сили, включително Гулиелмо Пепе, който поема командването на революционните сили. Крал Фердинанд I, след като забелязва невъзможността за потушаване на бунта (който бързо се разпространява в много провинции), издава конституцията на 7 юли 1820 г., в съответствие с Испанската конституция от 1812 г. (Конституция от Кадис), и назначава сина си Франциск за свой наместник. На 1 октомври започва работата на новия неаполитански парламент, избран в края на август, в който надделяват широко разпространените през френското десетилетие буржоазни идеали. Сред актовете на парламента са реорганизацията на провинциалните и общински администрации и разпоредби относно свободата на печата и религията.
Междувременно на 16 юли в Палермо е създадено открито независимо временно правителство, което поисква от революционното правителство на Неапол възстановяване на Кралство Сицилия, макар и все още под ръководството на Бурбоните, и собствен парламент. Неаполитанското правителство първоначално изпраща генерал Флорестано Пепе в Сицилия на 30 август, който в съгласие с Термини Имерезе от 22 септември предоставя на сицилианците възможността да изберат свой собствен парламент – споразумение, което не е ратифицирано от новоизбрания парламент на Неапол. Въпреки това буржоазията на острова вижда в този жест предателството на своите стремежи за независимост. Това принуждава неаполитанското правителство да изпрати генерал Пиетро Колета на острова на 14 октомври със заповед да наложи със сила на сицилианците желанието за единство на централното правителство. Липсата на координация на силите на различните сицилиански градове води до отслабване на временното правителство (Месина и Катания се противопоставят на претенциите на Палермо да управлява острова), което скоро пада под ударите на репресиите на Бурбоните. Така на 22 ноември Сицилия се връща под контрола на конституционното правителство на Неапол.
Въпреки това нововъведенията, въведени в Кралството на двете Сицилии с въстанията от 1820 г., не са оценени от правителствата на големите европейски сили, особено от Австрия на Клеменс фон Метерних, която след конгреса в Тропау на 27 октомври 1820 г. вика Фердинанд I на Люблянския конгрес да изясни отношението си към дадената от него конституция. Метерних, притеснен от последствията, които неаполитанското движение би могло да причини в другите италиански държави, организира с благоволението на Фердинанд австрийска въоръжена намеса с цел потискане на неаполитанското конституционно правителство, въпреки противоречивите мнения на други европейски сили. Неаполитанското правителство, което напразно се надява на защита на конституцията от краля в Любляна, се решава на въоръжена съпротива срещу австрийската агресия.
През март 1821 г. Кралството на двете Сицилии е нападнато от австрийски войски, които побеждават неаполитанската конституционна армия, командвана от Гулиелмо Пепе в битката при Риети-Антродоко. Бойният дух на другите войски на неаполитанската армия също е отслабен от прокламация на крал Фердинанд, който след австрийците ги приканва да оставят оръжието си и да не се бият с "онези, които са дошли да възстановят реда в кралството".
На 23 март 1821 г. Неапол е окупиран, конституцията е суспендирана и започват репресииː има 13 доживотни присъди и 30 смъртни присъди, сред които тези на Морели и Силвати, изпълнена през 1822 г., и тези на Микеле Караскоза и Гулиелмо Пепе, които така и не са изпълнени, тъй като двамата офицери успяват да избягат от кралството.

## Франциск I
В началото на януари 1825 г. умира крал Фердинанд I и на трона се възкачва синът му Франциск I. На политическо ниво той провежда реакционна политика, придържайки се към австрийските директиви от 1821 г., въпреки че има благосклонно отношение към революционните движения по време на управлението на баща си.
Управлението му постигна важен политически успех през 1827 г., когато успява да изчисти кралството от австрийските войски, които са го окупирали от 1821 г. По същото време се предприемат стъпки за реорганизиране на Кралската армия, като нейното командване се поверява на престолонаследника Фердинанд и се довежда до размера, който е имала преди 1820 г. Този път те се опитват да направят въоръжените сили валидна опора на монархията, като по този начин изключват всички онези войници с предишен опит на Карбонарите или Мюратите и наемат 4 швейцарски полка.
Въпреки въвеждането на жестоки репресивни методи и раждането на влиятелни културни католическо-реакционни движения, не е възможно да се укроти сектантската опозиция и да се попречи на развитието на либералната политическа мисъл. В Кралството на двете Сицилии сектантското въстание избухва отново през юни 1828 г. в Чиленто, водено от елементи на парламента от 1820 г., с провъзгласяването на конституцията според френския модел. Този бунт обаче бързо е потушен от кралската жандармерия, водена от полковник Франческо Саверио дел Карето.

## Фердинанд II, реформи и 1848 г.
След смъртта на Франциск I на 8 ноември 1830 г. кралството преминава към 20-годишния му син Фердинанд II. Младият суверен незабавно демонстрира по-либерални идеи и приветливо отношение към народа: той предприема стъпки да отзове многобройни изгнаници обратно в родината им и да ги върне на техните позиции (включително генерал Гулиелмо Пепе, призован да потуши избухналите бунтове в Сицилия и Караскоза) и да възстанови най-заслужилите в техните роли, не само сред офицерите, които са служили при Жоашен Мюра, опитвайки се да си осигури лоялността на войниците, служителите и служителите, уволнени след френското десетилетие (1806-1815 г.).
Неговото управление се характеризира с реформи, насочени към подобряване на икономиката с цел постепенно елиминиране на дефицита, формиран между 1921 и 1930 г. Премахнати са ловните стопанства и са намалени разноските на двора и някои министерства.
В този период в Портичи възникват Фабрики „Пиетрарса“ – една от най-големите специализирани фабрики в Европа за конструиране и поддръжка на парни локомотиви, която по-късно става музей. Индустриалният център има голям международен резонанс и е посетен от цар Николай I, който го взема за пример за изграждането на железопътния комплекс Кронщат. В кралството функционира най-голямата корабостроителна индустрия в Италия (в Неапол и Кастеламаре ди Стабия, последната с 1800 работници, е най-голямата италианска корабостроителница), първият парен военен кораб в Италия (пирофрегата „Ерколе“), първият кораб с витло („Джильо деле Онде“), първият кораб, оборудван с парна машина, построен изцяло в Италия („Еторе Ферамоска“), първият военен кораб с витло и направен от метал („Бурбон“), първата железопътна линия и първата гара в Италия (1839 г., Неапол-Портичи), железопътният тунел близо до Ночера, първата система от лещовидни фарове в Италия, първата сеизмологична обсерватория в света (Везувианската обсерватория).
Във външната политика Фердинанд I се опитва да държи кралството извън сферите на влияние на силите на времето: „ девизът му е „Независимост““. Тази посока е конкретно преследвана, като се благоприятства чуждестранната инициатива в кралството, но винаги с оглед на придобиване на технологични знания, които биха позволили за сравнително кратко време освобождаване от Франция и Обединеното кралство. В това отношение трябва да се помни, че през 1816 г. британското правителство получава от Фердинанд I монопола върху експлоатацията на сицилианска сяра на много ниски цени (сярата е материал от стратегическо значение за времето). Фердинанд II, решен да намали данъчното облагане чрез премахване на данъка върху смляното кафе, решава да повери монопола на френска компания, която предоставя плащане, което е повече от два пъти по-голямо от английското: тази мярка задейства т. нар. „Серен въпрос“. Британският министър-председател лорд Парлмърстън изпраща военен флот в Неаполитанския залив, заплашвайки да бомбардира града. Фердинанд II на свой ред поставя флота и армията си на бойна основа. Войната е избегната само с намесата на Луи-Филип, крал на Франция: Фердинанд II най-накрая трябва да компенсира както на англичаните, така и на французите за причинените щети.

### Революционни движения
През януари 1848 г., с препотвърждаването на регионалните движения, пробудени от неотдавнашната европейска криза, в Кралството на двете Сицилии и по-точно в Сицилия избухва ново въстание. Това е събитие, което предизвиква подобни движения и в останалата част на кралството и следователно в останалата част от Италия, с решаващи последици за последващата национална история. Сицилианската революция избухва на 12 януари 1848 г. на пл. „Фиеравекия“ в Палермо, водена от Джузепе Ла Маса. Първоначално въстанието вижда масовото участие на обикновените хора в Палермо, което е последвано от привързването на либералната буржоазия, водена преди всичко от желанието да се възстанови островното кралство Сицилия и Конституцията от 1812 г. След кървави сблъсъци Ла Маса, командващ народната армия, успява да прогони генерал-лейтенанта и голяма част от армията на Бурбоните от Сицилия, създавайки генерален революционен комитет. Общият комитет създава временно правителство в Палермо; на фона на общи поздравления и оптимизъм Руджеро Сетимо – умерен либерал, принадлежащ към сицилианската аристокрация, е назначен за президент.
Разширяването на въстаническото движение към Кампания и останалата част от кралството е незабавно. Кралят, след известни опити да забави движението с малки отстъпки, се опитва да спре либералните искания, като дава конституцията с Кралски указ от 29 януари, вдъхновен от френския модел. Парадоксално е, че въстанията от 1948 г. във Франция побеждават в края на февруари точно този най-добър модел на конституция и крал Луи-Филип. След приемането на конституцията Фердинанд II, одобрявайки исканията на новото правителство, насърчава нови реформи от чисто либерален характер. Сред многото реформи, планирани от конституционното правителство от 1848 г., е тази на общественото образование, поверена от краля на Франческо де Санктис. Конституцията обаче не засяга съществено кралската власт, тъй като кралят има изпълнителна власт, докато споделя законодателната власт с парламента.
Междувременно в Сицилия на 11 февруари е обнародвана конституцията, пред която се заклеват на 24 февруари – в деня, в който крал Луи-Филип бяга от Париж. На 25 март 1848 г. Генералният парламент на Сицилия се събира с революционно правителство, председателствано от Руджеро Сетимо и съставено от министри, избрани от самия президент, който провъзгласява независимостта на острова, възстановявайки Кралство Сицилия. Оптимизмът обаче скоро е последван от разочарование. Всъщност политическите сили в коалицията изглеждат много противоречиви: има голямо присъствие на умерени либерали, противопоставени на демократите и някои поддръжници на Джузепе Мацини. Полетата, които запалват фитила на съперничеството, са преди всичко създаването на Национална гвардия и всеобщото избирателно право, и двете подкрепяни преди всичко от Паскуале Калви – демократичен член на правителството. Има недостатъчно приети позиции относно това каква линия на поведение да се предприеме спрямо правителството на Неапол и възможността да участва или не във формирането на Италианската държава, като последното е подкрепено само от малцинството на Мацинианци. Междувременно, въпреки конкретната подкрепа на сицилианските градове за временното правителство на Сетимо, селските райони стават слабо контролирани и селските вълнения поставят местните администрации в сериозни затруднения.
Изборите в континенталното Кралство на двете Сицилии пък се провеждат през април. Преодоляването на тази деликатна фаза не слага край на спора между суверена, който смята току-що обнародваната конституция за основа на новия представителен ред, и по-радикалната част от новоизбраните членове, които, напротив, възнамеряват с първия акт на парламента да променят конституцията. На 15 май 1848 г. в Неапол, ден след откриването на Камарата, има сензационни демонстрации на конституционните депутати (и по-специално на републиканските). Това е решаващият ден за съдбата на Конституцията на двете Сицилии: в Неапол има барикади на градските улици (особено тези в близост до двореца), от които се стреля по посока на разположените части. Тези безредици определят неизбежната кралска реакция и следователно разпускането на Неаполитанския парламент от Фердинанд II. Месец по-късно, на 15 юни, са проведени нови избори, но избраните до голяма степен са тези от предишните избори. След първата сесия повторното отваряне на Неаполитанския парламент е отлагано няколко пъти от месец на месец до 12 март 1849 г., когато е отложено за неопределено време.
След събитията от 15 май Фердинанд II решава да предприеме решителна абсолютистка реставрация. През септември 1848 г., след като отзова неаполитанската армия, разположена в Ломбардия, в родината му и спира парламентарната дейност, кралят решава да потисне със сила сицилианския сепаратизъм. Още с т. нар. Указ от Гаета той си възвръща владението на Сицилия благодарение на военните действия, водени от генерал Карло Филанджери, разпускането на двора и бомбардирането на крепостите на град Месина (действие, което печели на Фердинанд II прозвището „кралят бомба“). Суровите репресии на Бурбоните от лятото на 1849 г. срещу вече нестабилно временно правителство постановяват края на революционния опит от 1848-1849 г. и по-нататъшното разширяване на съществуващата преди това пропаст между сицилианската и неаполитанската политическа класа.
Фердинанд II назначава Филанджери за херцог на Таормина и за губернатор на Сицилия. С указ на краля на Неапол от 15 декември 1849 г. на острова е наложен държавен дълг от 20 милиона дуката.

### Политическо бездействие и британска враждебност
Макар че няма формална отмяна на конституцията, а нейното „суспендиране“ за неопределен период от време, след сицилианските и неаполитанските въстания Фердинанд II решава да не предприема повече политически реформи в кралството. И в този случай има поредица от процеси и присъди, включително тези на Луиджи Сетембрини (известен философ и педагог, вече автор на „Протеста на народа на двете Сицилии“), Филипо Агрести и Силвио Спавента. Възстановяването на абсолютизма е последвано от решително потискане на либералното движение и на опитите за въстание (Ф. Бентиня, Карло Пизакане).
След като пламъците, които избухват през 1848 г., са потушени, за да върнат местните администрации обратно в сянката на короната, са подписани петиции в цялото кралство, в които гражданите, представлявани от кметовете, поискват премахването на устава. Представители на либералния свят твърдят, че за да помири буржоазията с короната, тогавашният държавен секретар Джустино Фортунато е измислил гениалното законодателно решение на петицията. Инициативата за петиция, която предизвиква полемика от страна на либералната преса, най-накрая е приложена както от отсам Фара, така и отвъд Фара, където убедителната работа, извършена от генерал Карло Филанджиери спрямо сицилианската политическа класа, е фундаментална. Само малка част от кметовете отказват да подпишат, като постепенно са отстранени от длъжност и са поставени под полицейско наблюдение. Много голяма част от собствениците и населението обаче спонтанно се включват в инициативата, тъй като са уморени от безредиците, причинени от събитията от онези години. От друга страна, според Харолд Актън и управляващата класа, масите се чувстват чужди на революциите, желани от елитите, и копнеят да живеят мирно.
Със събитията от двугодишния период 1848–1849 г. либералните идеи и толерантното отношение на Фердинанд II се провалят: суверенът възприема негъвкаво поведение, което, от една страна, му позволява да възвърне контрола над своето кралство, но от освен това го кара да бъде обрисуван като „чудовище“ от европейската либерална преса. В това отношение писанията на Антонио Шалоя правят голямо впечатление в Неапол, дотолкова че карат Фердинанд II да създаде специална комисия, целяща публично да опровергае тезите на заточения в Торино икономист. Международен отзвук обаче постигат писмата на британския политик Уилям Гладстон, публикувани през 1851 г., който, описвайки условията в затворите на Бурбоните, стига толкова далеч, че определя неаполитанското правителство като „отрицание на Бога“. Този последен епизод силно раздразва Фердинанд II, който зърва зад перото на Гладстон (който вероятно никога не влиза в затвора в Кралството на двете Сицилии) ръката на неаполитанските либерали и преди всичко изнудването на британското правителство.
В тази връзка, преди публикуването на писмата на Гладстон, английският министър-председател лорд Абърдийн многократно призовава неаполитанския посланик в Лондон – принц Руфо ди Банярия, да окаже натиск върху правителството на Бурбоните да приеме по-либерална политическа линия, опасявайки се от бъдещо разпространение на буквите. Въпреки това министър-председателят на двете Сицилии Джустино Фортунато не осъзнава сериозността на ситуацията и пренебрегва предупрежденията на лорд Абърдийн. След скандала, предизвикан от публикуването на кореспонденцията, Фердинанд II принуждава маркиз Фортунато да подаде оставка от поста министър-председател. Нападението, извършено от Аджезилао Милано срещу него през 1856 г., допринася за допълнително влошаване на враждебността на краля към политическите позиции. Милано – калабрийски войник – привърженик на Джузепе Мацини, на 8 декември 1856 г., възползвайки се от близостта на краля (с намерение да прегледа войските), удря Фердинанд II с щика, причинявайки дълбока рана в корема, която няма фатални последици.
За да прекъснат стагнацията, в която е изпаднало кралството на Бурбоните след 1848 г., изгнаниците, намерили убежище в Торино и Париж, решават през 1857 г. да подкрепят план, разработен от Джузепе Мацини, насочен към облекчаване на италианското население с походи на революционери до различни точки на полуострова. Планът на Мацини предвижда похода до двете Сицилии да бъде поверена на Карло Пизакане – бивш офицер от кралската армия, ветеран от битките при Ломбардия и отбраната на Рим през 1848 г. Пизакане е революционер със социалистически идеали и с много по-радикални позиции от Мацини. Въпреки това идеята за похода до кралството на Бурбоните успява да помири двамата мъже въпреки големите трудности, които тази операция води със себе си. На 25 юни 1857 г. Пизакане отплава от Генуа с парахода „Каляри“ към южната част на Чиленто, надявайки се да намери население в тези места, готово да се надигне срещу Бурбоните. Властите на кралството, след дебаркирането на Пизакане в Сапри, успяват незабавно да спрат опита за въстание, като подстрекават самото местно население срещу въстаниците. Пизакане, ранен в сблъсъците при Падула, се самоубива на 2 юли 1857 г. в Санца.
Фердинанд II умира на 22 май 1859 г. само на 49 години, след сепсис, причините за която все още са спорни. Той е поразен от възпаление на слабините по време на пътуването от Неапол до Бари, което не е лекувано навреме.
Абсолютистката реакция, предприета от Фердинанд II, за да възстанови реда в кралството след революциите от 1848 г., открива в Кралството на двете Сицилии това, което се определя като истинско „десетилетие на неподвижност“. То се характеризира с нарастваща изолация от чужди сили, особено тези, оглавявани от Обединеното кралство, и с кристализиране на институциите на Бурбоните по реакционни стандарти. Фердинанд II, изключително разочарован от конституционния опит и твърдо убеден, че трябва да запази абсолютизма, е отговорен за изселването на едно цяло поколение интелектуалци и военни, върху които бойните полета на Първата война за независимост (1848-1849) и реформите, съзрени през 1848 г., оставят  незаличимо желание за иновации. Това поколение, разочаровано от липсата на конституционни промени в кралството и от реакцията на Фердинанд II, намира приемлив отдушник в столицата на Кралство Сардиния, Торино – държава, която след 1848 г. запазва своя собствен Албертинов устав и първично но значително ядро от основни свободи и граждански права. Консолидирането на нещо като конституционна монархия в Пиемонт, напротив, открива едно „десетилетие на подготовка“ в Савойското кралство, което вижда Савойското кралство като единствената отправна точка в Италия за поколението, посветено на „националната кауза“. Следователно десетилетието 1849-1859 г. е решаващо за последвалите събития, довели до завладяването на двете Сицилии през 1860 г.: кралството на Бурбоните, вече дипломатически изолирано и оборудвано със застаряваща и консервативна управляваща класа, трябва да се изправи срещу кралството на Савоя в Италия, дипломатически облагодетелствано и подкрепяно от нови морални и политически сили, включително онези, които, потиснати, са изоставили Кралството на двете Сицилии. Новият владетел на двете Сицилии, Франциск II, е наясно, че трябва да направи бърза промяна в кралството, за да навакса пропуснатото време, но против волята си е принуден да се справи с непредсказуема криза.

## Франциск II
23-годишният Франциск II се възкачва на престола на 22 май 1859 г. заедно с младата си съпруга Мария-София Баварска (сестра на известната „Сиси“). С мек характер, неговото царуване, макар и кратко, е много интензивно, тъй като първо трябва да се справи с бунт, който избухва в 3-ти швейцарски полк в Неапол, а след това да се изправи срещу Похода на хилядата и деликатната конституционна трансформация на неговото управление. Притиснат от събитията, той не успява да прекъсне политическата изолация на кралството и да предотврати разпадането м. Въпреки това той се заема да предаде конституцията (което прави с помощта на Карло Филанджери по време на настъплението на Гарибалди в Сицилия) и някои исторически източници твърдят, че това е неговото желание да възобнови „реформаторския“ път, прекъснат през 1849 г. По време на управлението му старата управляваща класа на Фердинанд II е напълно оставена настрана: навсякъде е заменена от личности с либерална вяра.
През същия период повечето от изгнаниците, напуснали Двете Сицилии след 1848 г. по политически причини, се завръщат у дома, като често продължават да заемат позиции в новото неаполитанско правителство. Тази внезапна смяна на режима е една от основните причини за отслабването на Кралството на двете Сицилии в конвулсивните дни на 1860 г.: новите държавни институции се оказват в ситуация, която изисква решителност, която напълно липсва при тези обстоятелства. Кралството оцелява до 1861 г., когато след завладяването на по-голямата част от територията му от Джузепе Гарибалди (след Похода на хилядата в Сицилия – инициатива, способна от една страна да събере революционната воля на демократите от Партията на действието, а от друга страна – да действа с мълчаливата и частична, но реална подкрепа на Савоя), последните крепости на Бурбоните (Гаета, Месина и Чивитела дел Тронто) се предават на пиемонтските обсадители.
Ситуацията в Сицилия през 1860 г. е изключително напрегната. От 1849 г. до смъртта на Фердинанд II Сицилиански има десетилетие на относително спокойствие благодарение на репресивните и същевременно помирителни действия, проведени от наместниците на краля Карло Филанджери и Паоло Руфо. Въпреки това след смъртта на авторитарния суверен революционните стремежи отново се разпалват на острова. Голяма част от аристокрацията на острова, особено в Палермо, е ясно на страната на либералната и унитарна фракция и много от нейните млади потомци имат активна роля в конспиративните дейности. След победата при Солферино (24 юни 1859) има голяма вълна от ентусиазъм към италианската кауза в цялото кралство, което подхранва въстаническите пламъци, които скоро ще пламнат. През първите месеци на 1860 г. от острова започват искрени призиви към Джузепе Гарибалди да се постави начело на нова сицилианска революция. Гарибалди от своя страна отговаря, че ще напусне веднага щом сицилианците вземат оръжие. С намерението да провокират всеобщ бунт някои млади аристократи организират въоръжен бунт на 4 април 1860 г., като тайно трупат оръжие в стар склад в манастира Ганча. Бурбонската полиция, ефективно ръководена от Манискалко, научава за бунта и на 4 април кралските войски нахлуват в манастира, като изземват оръжията и арестуват заговорниците. От този ден нататък област Палермо е поставена под обсада и военните съвети на кралската армия извършват 13 екзекуции сред младите заговорници, което допринася за раздразнението на духовете в сицилианската столица.

## Походът на хилядата
Гарибалди, предшестван от Розолино Пило (Поход от Сапри, 25 юни-1 юли 1857 г.) и подкрепен от сицилианските изгнаници в Торино Франческо Криспи и Джузепе Ла Фарина, решава да акостира в Сицилия, за да ръководи въстанието на острова, с двусмисленото дипломатическо и военно прикритие на правителството на Савоя. И в този случай полицията на Бурбоните научава предварително за проекта на Гарибалди и веднага е организиран план за патрулиране на сицилианските брегове от армията и флотата. Въпреки това двата пиемонтски кораба, на които са качени Хилядата на Гарибалди, успяват да пресекат участъка от брега, ръководен от пирофрегатата „Стромболи“. В ранните часове на 11 май 1860 г. гарибалдцийците спокойно започват операциите по акостиране в пристанището на Марсала. „Стромболи“, който този ден трябва да спре за няколко часа в пристанището на Трапани, пристига в Марсала едва след акостирането заедно с корабите „Партенопе“ и „Капри“, и не може да направи нищо друго освен късна и неефективна бомбардировка. Решителното закъснение, с което е открит огън срещу Хилядата, е причинено главно от присъствието на английски кораби в сицилианското пристанище, които рискуват да бъдат уцелени от бурбонските гранати, което би имало много сериозни политически последици. Междувременно телеграфната служба в Марсала вече е изпратила новината за десанта в Палермо, а на следващия ден неаполитанското правителство издава официална нота, в която остро осъжда правителството в Торино за това, че е позволило подобен акт на пиратство.
Франциск II реагира, като оказва натиск върху някои известни неаполитански генерали, включително опитния бивш министър-председател Карло Филанджери, да ръководят операциите в Сицилия. Никой обаче не приема тежката задача и Филанджери, като алтернатива, предлага стария си другар ген. Фердинандо Ланца за главнокомандващ на кралските войски в Сицилия, който поема тази роля на 15 май 1860 г. Веднага след като встъпва в длъжност, Ланца научава за отстъплението на Франческо Ланди към Калатафими, без да предприеме никакви мерки за противодействие на настъплението на Гарибалди, който сега може да разчита и на хиляди сицилианци, организирани във въоръжени банди. Единственото решение, взето от Ланца през онези дни, се отнася до премахването на охранителните постове в Палермо, което прави града неконтролируем. Той не предприема никакви настъпателни действия вътре в острова въпреки непрекъснатите увещания на краля, убеден, че трябва да изчака Гарибалди в Палермо, и по този начин обезсмисля дългите преследващи маршове на колоната „Фон Мехел“. В Неапол доверието в Ланца внезапно се срива и Франциск II не можа да направи много, за да поправи грешките си.
На 27 май, след като губи ценни дни, Ланца най-накрая е нападнат от Гарибалди в Палермо. Следват три дни ожесточени боеве по улиците на града, в които войските на Бурбоните са на ръба на няколко пъти да потиснат импровизираната революционна защита. Но точно в момента, в който Гарибалди изглежда поразен, също и благодарение на навлизането в града на колоната „Фон Мехел“, Ланца решава да сключи примирие, което на практика постановява превземането на Палермо от въстаниците.
Принц Филанджери, осъзнавайки, че ситуацията се влошава, предлага дипломатическо решение на кризата на младия суверен: той, действайки като говорител на намеренията на Наполеон III, настойчиво призова Франциск II да изостави пропадащата австрийска политическа линия и да се доближи до френската кауза (винаги скъпа на Филанджери), предоставяне на конституцията и окупиране на Папската държава на мястото на френските войски: само по този начин Френската империя може да подкрепи правата на Двете Сицилии в Италия, докато в същото време противодейства на английските интереси в Средиземно море. Франциск II решително отхвърля този план, тъй като му се сторва недостоен да окупира териториите на папата, и се ограничава до обнародването на нова конституция във френски стил. Отношението на Франциск II предизвиква оставката на Филанджери, който се оттегля от политическия и военен живот.
Подвигът на Гарибалди изумява съвременниците му с командните умения, демонстрирани от него и  офицерите му, и със скоростта, с която Хилядата успяват да завладеят кралството, въпреки първоначалното несъответствие на силите на бойното поле. След решителната окупация на Сицилия в кралството се провеждат въстания, водени от множество нови и стари либерали (координирани от Силвио Спавента), които, недоволни от конституционните заповеди, дадени от правителството на Бурбоните, решително застават на страната на обединението. Движението за единство в Двете Сицилии е силно повлияно от южната буржоазия: приносът на тази социална класа е много важен през този период.
Първото въстание е това в провинция Базиликата, което започва в Корлето Пертикара на 16 август и завършва с превземането на Потенца на 18 август и последващото провъзгласяване на временно правителство на името на Гарибалди и Виктор Емануил II Савойски. Следват други, със или без официални прокламации, в Тера ди Бари с въстанието в Алтамура на 21 август, в Калабрия Читериоре с Козенца на 24 август, в Калабрия Ултериоре Прима с Катандзаро на 26 август  и в Принчипато Читериоре с Аулета на 31 август. С град Беневенто, анклав на Папската държава, който принуждава баварските войници, които вече го държат от 22 юли, да избягат. На 2 септември се надига и Принчипато Ултериоре. В Абруцо на 9 септември е провъзгласено временно правителство.
Армиите на Бурбоните първоначално не успяват да организират ефективна съпротива въпреки многобройните документирани епизоди на неподчинение и корупция на самите генерални офицери Тези офицери обикновено са над 70 г., предимно бивши карбонари и мюрати, извикани на служба от Фердинанд II през 1831 г., за които не може да се каже, че са привърженици на проавстрийската партия, доминираща в двора на Бурбоните. Младият и неопитен Франциск  II, получавайки противоречиви новини в Неапол, не успява да овладее неуспешното управление на операциите в Сицилия от генерал Фердинандо Ланца. Последният не прави нищо, за да се възползва от очевидното си превъзходство на хора и оборудване (той има около 24 000 души в Сицилия), което предизвиква дълбоко недоволство в самите кралски войски. По-специално е показателно сериозното решение на генерал Франческо Ланди в Калатафими неаполитанската пехота да се изтегли точно в момента на най-голяма трудност за Хилядата на Гарибалди.
Раздразнението на войниците от Кралската армия достига своя връх в Калабрия: там генерал Бриганти (бивш поддръжник на бомбардировките на Палермо през дните на въстанието в Палермо през 1860 г., след като дава на войските още една заповед да отстъпят, без да се бият с Гарибалди, е застрелян от хората си, които го смятат за предател и не могат да търпят по-нататъшния отказ на своя командир да атакува много по-слабия враг. Решаваща е и ролята на висшите офицери от Кралския флот, които отказват да потопят гарибалдийските кораби при преминаването им от Сицилия в Калабрия и които впоследствие, според пробурбонските историци, умишлено предават повечето си кораби на Савойския флот.
Бездействието на висшите офицери на Бурбоните, основателно или неоснователно заподозрени в предателство от потомството, обаче е частично обяснимо, ако се вземе предвид, че в този период сред ръководителите на неаполитанските министерства битува широко разпространеното убеждение, че ще има бърза дипломатическа реакция от част от чуждите сили срещу това, което в Неапол се смята за напълно нелегитимно нашествие или, по-просто казано, акт на пиратство. Наистина дипломатическата дейност в онези дни е неистова, но кралят осъзнава твърде късно, че сега е изоставен на произвола на съдбата от главните сили, преди всичко поради политиката на изолация, прилагана от баща му Фердинанд II след 1848/49 г.
Едва в последната част на кампанията, с битката при Волтурно (1 октомври 1860 г.), кралството си възвръща достойнството на последната битка. Крал Франциск II решава да не се бие в Неапол (въпреки че е добре оборудван и укрепен), а да се установи в крепостите на равнината Кампания, за да направи опит за контранастъпление и последващо повторно завладяване на кралството. Кралските войски се бият храбро при Волтурно, поставяйки силите на Гарибалди в затруднение. Въпреки това намесата на армиите на Сардиния във фазата на присъединяване към силите на Гарибалди и преди всичко стратегическите грешки, допуснати от Генералния щаб, спомагат за решителното поражение. Волята да не се предава се демонстрира и от обсадената крепост Гаета, където кралското семейство намира убежище и в която приблизително 13 000 войници, останали от неаполитанската армия, се озовават срещу армиите на Кралство Сардиния в изтощителна обсада. Обкръжена, Гаета е подложена на морска блокада и е силно бомбардирана от морето и сушата, докато не се предава (Обсада на Гаета).

## Край на кралството
Краят на кралството е разделен на поредица от отделни моменти след Похода на хилядата, между октомври 1860 г. и март 1861 г.
Официално Двете Сицилии са присъединени с голямо мнозинство към Пиемонт-Сардиния след резултата от двата референдума за анексия, проведени в неаполитанските провинции и в сицилианските провинции на 21 октомври 1860 г., резултатите от които са формализирани с кралските укази от 17 г. декември 1860 г., n. 4498 и 4499 („ Неаполитанските провинции са част от Кралство Италия “ и „ Сицилианските провинции са част от Кралство Италия “). Решението за незабавното и безусловно анексиране на Двете Сицилии към Кралство Сардиния е силно подкрепено от министър-председателя Камило Бенсо, граф на Кавур, който, уплашен от перспективата за демократично-народно и републиканско утвърждаване в южните територии, завладени от Гарибалди, прави всичко, за да гарантира, че Похода на Хилядата няма да се наклони към ляво решение. Анексирането означава ваксинация срещу революционния риск, срещу „социалните безредици“, следователно е направен незабавен опит за установяване на споразумения с по-малко компрометираните представители на стария режим (пример за това е двусмисленото поведение, възприето в този момент от Либорио Романо), и преди всичко се опитва да успокои старата аграрна класа, чиято подкрепа е незаменима за политическия контрол на Южна Италия.
Кралството на двете Сицилии официално престава да съществува с избирането на новия италиански парламент на 27 януари 1861 г. след референдумите за анексиране. След това пред новия италиански парламент е представен законопроект от 21 февруари за провъзгласяването на новото Кралство Италия, включващ и депутатите от наскоро анексираните територии, който става нормативен акт на 17 март 1861 г. Междувременно войната срещу силите на Бурбоните официално е приключила с приключването на обсадата на Гаета през 1860 г. и предаването на Франциск II на 17 февруари; цитаделата на Месина се предава едва на 12 март, а крепостта на Чивитела дел Тронто – последната крепост на Бурбоните, с 400 души, на 20 март.
Правителствата на нова Италия са далеч от осигуряването на реализацията на онези идеали за единство на родината и равенство на гражданите, засенчени от идеализма на Джузепе Мацини и на поколението герои на борбите на Рисорджименто.
След като независимостта е загубена, производствените сектори на бившето кралство на Бурбоните навлизат в дълбока криза. Докато новата държава не започне политика на индустриализация (1878 г.), последиците от анексирането първо и приетите тогава митнически политики бележат края на вече не „защитените“ южни компании в сравнение с европейската и италианската конкуренция, допринасяйки за раждането на Южния въпрос.

## Обяснителни бележки
1. ↑  Съобщава се за исторически атласи от авторитетни издатели, които показват обратното (т.е. Сицилия = „от тази страна на Фара“, демонстрирайки неофициалната употреба на термините до царуването на Карлос III; тук се следва версия, взета от „Официални актове, закони и постановления“ от периода на Бурбоните.
2. ↑  Терминът lazari (или също lazzaroni) се отнася до младите хора от работническата класа на Неапол през 17-19 век. Особено известна е ролята, която те играят в санфедистката защита на града срещу бунтовниците от Неаполитанската република от 1799 г., подкрепяни от революционна Франция.

## Библиографски бележки
1. ↑  Francesco Renda, Storia della Sicilia, 2006, Sellerio, secondo volume, pagina721
2. ↑  Touring Club Italiano, 2012 с. 12..
3. ↑  Marie-Louise Blumer, Catalogue des peintures transportées d'Italie en Francce de 1796 à 1814, collana Bulletin de la Société de l'art français, 1936, fascicule 2
4. ↑  Severino Caprioli, Codice Civile - strutture e vicende, Giuffrè Editore, Milano 2008, с. 54
5. 1 2 3 4 5  Gabriele De Rosa, Storia Contemporanea, Minerva Italica
6. ↑  Costituzione del Regno di Sicilia stabilita dal Parlamento dell'anno 1812.   stamp. De Marco, 1848. Посетено на 27 април 2024 г.
7. ↑  Salvatore Bottari, Rosario Romeo e il Risorgimento in Sicilia: bilancio storico e prospettive di ricerca, Rubbettino 2002, с. 59
8. ↑  Pietro Colletta, Storia del Reame di Napoli dal 1734 sino al 1825, Volume II, Le Monnier 1856, гл. 2
9. ↑  Antonio Maria Orecchia. La difficile unità //   Посетен на 2024-4-27.
10. ↑  Salvatore Bottari, Rosario Romeo e il Risorgimento in Sicilia: bilancio storico e prospettive di ricerca, Rubbettino 2002, с. 59
11. ↑  Pietro Colletta, Storia del Reame di Napoli dal 1734 sino al 1825, volume II, Le Monnier 1856, гл. III
12. 1 2  Harold Acton, Gli ultimi Borboni di Napoli (1825-1861), Giunti 1997
13. ↑  Harold Acton, Gli ultimi Borboni di Napoli (1825-1861).   Firenze, Giunti Editore, 1997. ISBN 88-09-21256-8. с. 2.
14. ↑  FERDINANDO II di Borbone, re delle Due Sicilie //  Dizionario Biografico degli Italiani, vol. 4.   1996.
15. ↑  Un museo ricorda la prima ferrovia italiana //   2017-6-9. Посетен на 2024-4-27.
16. ↑  Harold Acton p. 3..
17. ↑  Fatti e avvenimenti //  http://www.irsap-agrigentum.it/.   Посетен на 2024-4-27.
18. ↑  , L. Riall, Il Risorgimento in Sicilia, in F. Benigno - G. Giarrizzo (a cura di) Storia della Sicilia. Dal Seicento ad oggi, Roma-Bari, Laterza, 2003, с. 38. Архив на оригинала от 2024-04-25 в Wayback Machine. Посетено на 27 април 2024 г.
19. ↑  Raffaele de Cesare, La fine di un regno (Napoli e Sicilia), S. Lapi, 1900, с. 11
20. ↑  Raffaele de Cesare, La fine di un regno (Napoli e Sicilia), S. Lapi, 1900, с. 12
21. ↑  Harold Acton с. 333..
22. ↑  Harold Acton с. 1-3.
23. ↑  Raffaele de Cesare, La fine di un regno (Napoli e Sicilia), S. Lapi, 1900
24. ↑  Rivista Militare, Esercito delle Due Sicilie (1856-1859), Quaderno n. 8/57
25. 1 2 3 4 5 6  R. de Cesare, La fine di un regno, Vol. II
26. ↑  Raffaele de Cesare, La fine di un regno, Vol. II
27. ↑  Tommaso Pedio, La borghesia lucana nei moti insurrezionali del 1860, in «Archivio storico delle provincie napoletane», n.° 40, anno 1960.
28. ↑  Gaetano Cingari, La Calabria nella rivoluzione del 1860, в «Archivio storico delle provincie napoletane», n.° 40, anno 1960.
29. ↑  Antonio Saladino, Il tramonto di una capitale, in «Archivio storico delle provincie napoletane», n.° 40, anno 1960.
30. ↑  Alfredo Zazo, Il Sannio e l'Irpinia nella rivoluzione unitaria, in «Archivio storico delle provincie napoletane», n.° 40, anno 1960.
31. ↑  R. Colapietra, L'Abruzzo nel 1860, in «Archivio storico delle provincie napoletane», n.° 40, anno 1960.
32. ↑  Roberto Martucci, L'invenzione dell'Italia unita: 1855-1864.   Firenze, Sansoni, 1999. ISBN 88-383-1828-X. с. 191.
33. ↑  Aldo Servidio, L'Imbroglio Nazionale.   Napoli, Alfredo Guida Editore.
34. ↑  Giuseppe Buttà, Un viaggio da Boccadifalco a Gaeta.   Brindisi, Edizioni Trabant, 2009. ISBN 978-88-96576-09-0. Архив на оригинала от 2013-12-13 в Wayback Machine.
35. 1 2  Rivista Militare, Esercito delle Due Sicilie (1856-1859), Quaderno n. 5/87.
36. ↑  Giuseppe Buttà, Un viaggio da Boccadifalco a Gaeta, Edizioni Trabant, 2009 p. 248, с. изд. Trabant..
37. ↑  Costanzo Maraldi, Documenti francesi sulla caduta del regno meridionale.   Napoli, Società napoletana di Storia Patria, 1935. с. 188.
38. ↑  Egidio Sterpa, Anatomia della questione meridionale.   Milano, Editrice Le Stelle, 1978. с. 6-7.
39. ↑  Giustino Fortunato,  Il Mezzogiorno e lo stato italiano; discorsi politici (1880-1910). Т. 2.   Bari, Laterza, 1911.

|  | Тази страница частично или изцяло представлява превод на страницата Regno delle Due Sicilie в Уикипедия на италиански. Оригиналният текст, както и този превод, са защитени от Лиценза „Криейтив Комънс – Признание – Споделяне на споделеното“, а за съдържание, създадено преди юни 2009 година – от Лиценза за свободна документация на ГНУ. Прегледайте историята на редакциите на оригиналната страница, както и на преводната страница, за да видите списъка на съавторите. ВАЖНО: Този шаблон се отнася единствено до авторските права върху съдържанието на статията. Добавянето му не отменя изискването да се посочват конкретни източници на твърденията, които да бъдат благонадеждни. |